# Momčilo Đokić
Momčilo Đokić (en serbi: Moмчилo Ђoкић; 27 de febrer de 1911 - 21 d'abril de 1983) fou un futbolista serbi de la dècada de 1930.
Fou jugador de SK Jugoslavija. Fou internacional amb Iugoslàvia en 13 ocasions i participà en el Mundial de 1930.
Un cop retirat fou entrenador a clubs com FK Radnički Niš, FK Bor i FK Timok Zaječar.